# Frank Braley

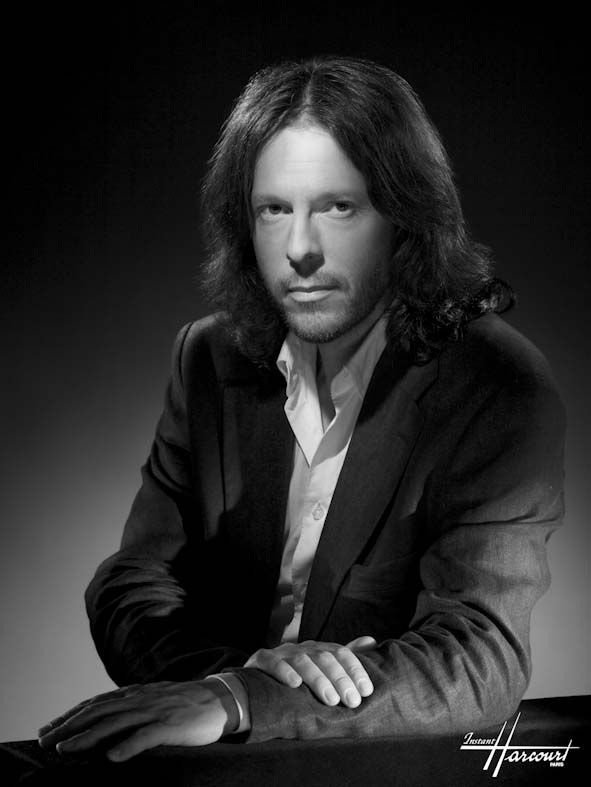
Frank Braley in 2008

Frank Braley (Corbeil-Essonnes, 4 februari 1968) is een Frans pianist.

## Biografie
Op jonge leeftijd kreeg hij zijn eerste pianolessen van zijn moeder. Reeds op 10 jaar gaf hij een jongerenconcert met het filharmonisch orkest van Radio France. Met zijn pianostudie combineerde hij een gewone schoolloopbaan tot in de faculteit wetenschappen van de Parijse universiteit. De muziek kreeg echter de overhand, en Frank slaagde in de auditie van het Parijse Conservatorium. Nog tijdens zijn studie begon hij zelf al met het geven van pianolessen. In 1991 nam hij deel aan de Koningin Elisabethwedstrijd, waar hij de eerste prijs behaalde, evenals de prijs van het publiek. Tussen zijn optreden in de finale (op woensdag) en de proclamatie (op zaterdag) spoorde hij heen en weer naar Parijs om zijn leerlingen niet te ontgoochelen, die zelf hun eindexamen voorbereidden.
Van dan af is zijn solistencarrière gelanceerd. Hij treedt op met de grootste orkesten in binnen- en buitenland, zo onder meer met de London Philharmonic, het Nationaal Orkest van Frankrijk, het Gewandhaus-orkest van Leipzig, het Boston Symphony Orchestra. Naast het grote orkestwerk, kiest Frank Braley ook voor kamermuziek, onder meer met Maria João Pires, Roel Dieltjens, Renaud Capuçon e.a. Hij experimenteert ook met jazz.
In 2013 en 2016 keerde hij terug naar de Koningin Elisabethwedstrijd, ditmaal als jurylid.
Inmiddels is Frank Braley ook actief als dirigent. In januari 2014 werd hij aangesteld als chef-dirigent van het Koninklijk Kamerorkest van Wallonië (Orchestre Royal de Chambre de Wallonie).

## Discografie
Veel van zijn werk verscheen op cd, meestal bij Harmonia Mundi; o.a. Schubert, Richard Strauss, Debussy, Liszt en Gershwin.

Hij werkte ook een integrale opname van de pianoconcerti van Ludwig van Beethoven af.
- Bibsys: 2133256
- Biblioteca Nacional de España: XX5710939
- Bibliothèque nationale de France: cb13947734w (data)
- CiNii: DA11829259
- Gemeinsame Normdatei: 135257743
- International Standard Name Identifier: 0000 0000 7839 8072
- Library of Congress Control Number: nr99006490
- MusicBrainz: 7ad7dfd7-13f5-4fe3-b3db-3d90300947bf
- Nationale Bibliotheek van Tsjechië: xx0094201
- Nationale Bibliotheek van Israël: 987007426448405171
- Nationale en Universitaire bibliotheek Zagreb: 000699282
- Nederlandse Thesaurus van Auteursnamen: 102317178
- Système universitaire de documentation: 084290870
- Virtual International Authority File: 86418384
- WorldCat: E39PBJbGXfJyhMP939hKhRMQMP